# Kantatie 66
La Kantatie 66 (in svedese Stamväg 66) è una strada principale finlandese. Ha inizio a Orivesi e si dirige verso nord-ovest, dove si conclude dopo 182 km nei pressi di Lapua.

## Percorso
La Kantatie 66 attraversa i comuni di Juupajoki, Ruovesi, Virrat, Alavus e Kuortane.